# Bassen
Bassen ist ein Ortsteil der Gemeinde Oyten (Landkreis Verden) in Niedersachsen. Der Ort liegt etwa 20 km östlich des Stadtzentrums von Bremen und etwa 100 km südwestlich von Hamburg. Im nördlichen Bereich durchfließt die Wümme Bassen.

## Geschichte
Am 1. Juli 1972 wurde Bassen in die Nachbargemeinde Oyten eingegliedert.

## Verkehr
Durch den Ort verlaufen die niedersächsischen Landesstraßen L 156 und L 168. Außerdem wird das Ortsgebiet von Bassen von der Bundesautobahn 1 Hamburg–Bremen sowie der Bahnlinie Hamburg–Bremen durchschnitten.

## Nachbarorte
Bassen grenzt an die Ortschaften Fischerhude, Ottersberg, Posthausen, Achim (Weser) und Oyten.

## Einwohner
Die aktuelle Einwohnerzahl beträgt 3318 (Stand: 30. Juni 2016). Damit ist Bassen der Ortsteil mit dem zweithöchsten Einwohneranteil in der Gemeinde Oyten. Durch Ausweisung von Neubaugebieten könnte diese Zahl jedoch in Zukunft noch weiter steigen.

## Infrastruktur und Wirtschaft
In der Ortschaft Bassen gibt es einen kommunalen Kindergarten sowie eine Grundschule.
Der in den Jahren 2000 und 2012 zu seiner jetzigen Form umgestaltete und ausgebaute Kindergarten liegt in unmittelbarer Nähe der Grundschule, der Sportplätze und der Sporthallen, die mitgenutzt werden.
Die Grundschule Bassen hat derzeit acht Klassen der Klassenstufen 1 bis 4.
Die Wirtschaft ist durch Handwerksbetriebe und die Landwirtschaft geprägt.

## Ortsleben

Erntewagen beim Erntefest 2007

Historische Ansicht von Bassen um 1913

Geprägt wird das Ortsleben unter anderem durch die Vereine. Neben der Freiwilligen Feuerwehr Bassen, dem Turn- und Sportverein „Gut Heil“ Bassen und der Kyffhäuser-Kameradschaft Bassen, hat sich seit dem Jahre 2001 der Dorfgemeinschafts-Verein Blocks Huus e. V. etabliert.
Blocks Huus ist eine komplett renovierte ehemalige Hofstelle, die zum Multifunktionsgebäude für die Dorfgemeinschaft umgestaltet wurde. Dort finden verschiedene Festlichkeiten, Ausstellungen, Jugendarbeit und andere Veranstaltungen statt. Im Mai 2009 wurde dort ein Dorf-Museum eröffnet.
Besondere Aktionen organisiert der Bassener Stammtisch Club 22. So ist das erfolgreiche „Public-Viewing“ nach Fußball-Weltmeisterschaft 2006 und Europameisterschaft 2008 in Bassen zu einem festen Veranstaltungspunkt mit hohen Zuschauerzahlen avanciert. Sogar das NDR-Fernsehen berichtete live davon. Auch besondere Konzerte, wie zum Beispiel 2007 von der Kultband Torfrock mit der Vorgruppe Ohrenfeindt, holt der Club 22 nach Bassen in die Scheune von Blocks Huus.
Festlichkeiten im Ort sind das Osterfeuer (Karsamstag), der Weihnachtsmarkt (1. Advent) sowie das traditionelle viertägige Erntefest mit seinem Umzug der Erntewagen (1. Wochenende im September), das auch über die Grenzen von Bassen hinaus bekannt ist. Hierzu finden sich in der Regel über 50 Erntewagen aus der näheren und weiteren Umgebung zu einem mehrere Kilometer langen Umzug ein.
Im Jahr 2009 feierte die Ortschaft Bassen ihr 750-jähriges Bestehen mit vielen verschiedenen Veranstaltungen.
Im Jahr 2014 feierte der TSV Bassen sein 100-jähriges Jubiläum mit vielen verschiedenen Aktionen und Veranstaltungen.

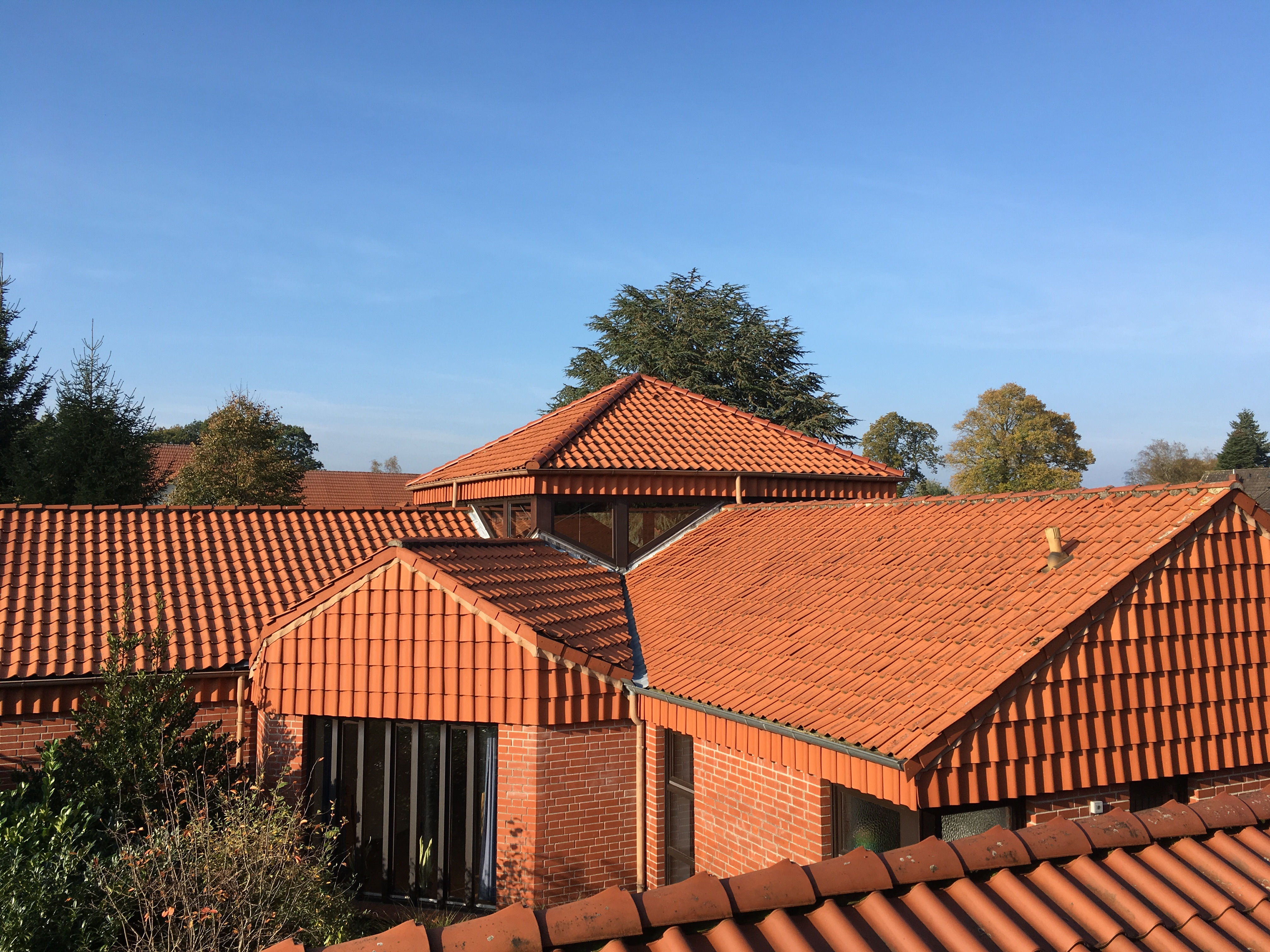
Das Dach des Gemeindezentrums Bassen (Baujahr 1982) ist ein architektonisches Highlight

Der gemeinnützige Trägerverein Gemeindezentrum Bassen e. V., der sich für den Erhalt des in der Bassener Dorfstraße 13 gelegenen Gemeindezentrums Bassen der ev.-luth. St.-Petri-Kirchengemeinde Oyten einsetzt, wurde am 25. Januar 2018 gegründet. Neben der Fortführung des kirchlichen Angebots und der Nutzung des Gebäudes als Friedhofskapelle werden zukünftig weitere Nutzungen erfolgen. Bereits eingemietet hat sich der "Familienraum Bassen" mit verschiedenen Programmen und Angeboten für die ganze Familie.